# Oktawy Cayleya
Oktawy Cayleya, oktoniony (łac. octo – osiem), liczby Cayleya – rozszerzenie kwaternionów stanowiące niełączną algebrę. Opisało ją niezależnie dwóch matematyków: John T. Graves w roku 1843 i Arthur Cayley w roku 1845.
Oktoniony są trzecią z kolei po liczbach zespolonych i kwaternionach algebrą powstałą przez zastosowanie konstrukcji Cayleya-Dicksona do liczb rzeczywistych.
Są algebrą 8-wymiarowej przestrzeni liniowej nad ciałem liczb rzeczywistych. Z tego też powodu mogą być traktowane jako ośmioelementowe ciągi liczb rzeczywistych. Oktawa jest kombinacją liniową jedynki i 7 jednostek urojonych tworzących bazę standardową przestrzeni: 1, e1, e2, e3, e4, e5, e6 i e7. Gdzie e1...e7 podniesione do kwadratu dają −1. Działanie dodawania na oktawach jest równoważne dodawaniu wektorów 8-wymiarowej przestrzeni, natomiast działanie mnożenia definiuje poniższa tabela:
| ·  | 1  | e1  | e2  | e3  | e4  | e5  | e6  | e7  |
| -- | -- | --- | --- | --- | --- | --- | --- | --- |
| 1  | 1  | e1  | e2  | e3  | e4  | e5  | e6  | e7  |
| e1 | e1 | −1  | e4  | e7  | –e2 | e6  | –e5 | –e3 |
| e2 | e2 | –e4 | −1  | e5  | e1  | –e3 | e7  | –e6 |
| e3 | e3 | –e7 | –e5 | −1  | e6  | e2  | –e4 | e1  |
| e4 | e4 | e2  | –e1 | –e6 | −1  | e7  | e3  | –e5 |
| e5 | e5 | –e6 | e3  | –e2 | –e7 | −1  | e1  | e4  |
| e6 | e6 | e5  | –e7 | e4  | –e3 | –e1 | −1  | e2  |
| e7 | e7 | e3  | e6  | –e1 | e5  | –e4 | –e2 | −1  |

Mnemotechnika, pomagająca w mnożeniu jednostek urojonych. Wynikiem mnożenia jest jednostka leżąca na tym samym odcinku płaszczyzny Fana, co oba czynniki. Iloczyn jest dodatni, jeśli czynniki występują w kolejności zgodnej ze zwrotem strzałki.

Kolejność w mnożeniu to wiersze (ei) – kolumny (ej). Stąd też:
{\displaystyle e_{i}e_{j}=-e_{j}e_{i}=-e_{k}} dla {\displaystyle i\neq j}
{\displaystyle e_{i}e_{j}=e_{k}\ \to \ e_{i\oplus 1}e_{j\oplus 1}=e_{k\oplus 1}\ \wedge \ e_{2\odot i}e_{2\odot j}=e_{2\odot k}}
tu działania {\displaystyle \oplus ,\ \odot } oznaczają:
- {\displaystyle a\oplus b=(a+b){\bmod {8}}={\begin{cases}a+b,&{\text{jeśli }}a+b\leqslant 7\\a+b-8,&{\text{jeśli }}a+b>7\end{cases}}}
- {\displaystyle 2\odot a=(2a){\bmod {8}}=a\oplus a}

Oktawy stanowią jedyną algebrę skończonego wymiaru nad ciałem liczb rzeczywistych z wykonalnym dzieleniem, w której mnożenie nie jest łączne, ale jest alternatywne (tj. łączne w algebrze tworzonej przez każde dwa z jej elementów).
Oktawy Cayleya zawierają w sobie algebry izomorficzne z:
- liczbami rzeczywistymi,
- liczbami zespolonymi,
- kwaternionami.

Z drugiej strony można zanurzyć w następujących algebrach:
- sedeniony